# Franz Kröwerath
Franz Kröwerath (30 de junio de 1880-25 de diciembre de 1945) fue un deportista alemán que compitió en remo como timonel. Participó en los Juegos Olímpicos de París 1900, obteniendo una medalla de bronce en la prueba de cuatro con timonel.

## Palmarés internacional
| Juegos Olímpicos | Juegos Olímpicos | Juegos Olímpicos  | Juegos Olímpicos   |
| Año              | Lugar            | Medalla           | Prueba             |
| ---------------- | ---------------- | ----------------- | ------------------ |
| 1900             | París (Francia)  | Medalla de bronce | Cuatro con timonel |